# H-Park
H-Park je obchodně-kancelářské centrum v Brně-Štýřicích v Heršpické ulici. Nachází se poblíž AZ Toweru a plánovaného Paláce Heršpická, asi 1 km od centra města a 3 km od sjezdu z dálnice. H-Park se měl stavět ve dvou etapách. První etapou byla výstavba obchodního centra a skladovacích prostor, která proběhla v letech 2012 a 2013 a stála 200 milionů korun. Investor potvrdil, že ke konci roku 2011 bylo obsazeno 60 % prostor. 

## Výškové budovy
K H-Parku také byla navržena dvojice výškových budov, na které existuje platné územní rozhodnutí. Budovy se zatím nepostavily, protože společnost chce nejdříve zjistit, jestli bude zájem o místa v nižších třípatrových budovách, a pak se rozhodnout jestli budovy stavět a nebo ne. Přestože se místa podařilo zaplnit a povolení na stavbu mrakodrapů ještě platí, tak investor není rozhodnutý postavit-li mrakodrapy a nebo nestavět. Stavba také závisí na výstavbě nového brněnského nádraží a Velkého městského okruhu v úseku Brno-jih. Mrakodrapy jsou plánované až na druhou fázi, jedním z důvodů proč se mrakodrapy nepostavily byla ekonomická krize.